# Jacob Lund (politiker)
 For alternative betydninger, se Jacob Lund. (Se også artikler, som begynder med Jacob Lund)
Claus Jacob Vejs Lund (født 15. marts 1965 i Hölö, Sverige) er en dansk politiker fra Socialdemokraterne. Han var folketingsmedlem i perioden 1. juli 2014 til 18. juni 2015.

## Karriere
Jacob Lund er udlært tømrer i 1984 har været tømrer skiftende steder i Danmark, Tyskland, England og Grækenland 1984-2003. Han har bl.a. været med til at lægge gulve i Den Sorte Diamant og i et renoverings projekt EUROMOL, hvor gamle vindmøller på Rhodos og Billingford i Norfork, England. Lund har også bygget huse på Grønland og Tyskland. 
Efter en arbejdsulykke blev han omskolet til arbejdsmarkedssocialrådgiver 2004-2008 og har arbejdet som socialrådgiver 2009-2014.
Lund blev kandidat til Folketinget for Socialdemokratiet i Aakirkebykredsen i 2010. Han blev ikke valgt ved folketingsvalget 2011, men var midlertidigt folketingsmedlem 29. november 2011 – 21. december 2011 som stedfortræder for Jeppe Kofod. 1. juli 2014 blev han fast medlem, da Jeppe Kofod udtrådte efter at være blevet valgt til Europa-Parlamentet.
Jacob Lund er medlem ar Udvalget for Landdistrikter og Øer, Klima-, Energi-, Bygningsudvalget, Forsvarsudvalget, Udenrigsudvalget og EU udvalget. Desuden er Jacob Lund formand for den danske delegation til Europarådet. 